# Pallisses de Mas Peradalta
Pallisses de Mas Peradalta és una obra de Sant Martí de Llémena (el Gironès).
Davant de la masia hi ha les dues pallisses, amb llindes datades del 1600, 1611, 1769 i 1770, unificades per la mateixa paret. Hi ha un tros que en comptes d'estar tancat per edificis ho està per una barana d'alçada de seient. Pel costat dret, entre la masia i la pallissa, hi ha un pas que porta als camps.
El conjunt, format per dues pallisses, una és de teulat a dues aigües, carener perpendicular a façana, parets laterals de pedra, cairats de fusta i pilar central d'obra (al costat esquerre de la masia). A l'altre costat n'hi una altra de planta baixa, de teulat a dues aigües i carener paral·lel a façana, i de dues crugies.
Les dues pallisses s'unifiquen amb una paret d'alçada de dues plantes, amb porta semidovellada que dona a l'espai posterior, i ara amb una piscina. Sembla que podria haver estat cobert.
La primera pallissa té una escala de pedra adossada a la paret per pujar al primer pis. La segona pallissa s'amplia a l'interior, esglaonant-se la paret unificadora. Aquest edifici té un cos semicircular a la façana lateral dreta. Les dues són de pedra vista.